# 渡部修斗
渡部 修斗（わたなべ しゅうと、1989年2月27日 - ）は、日本の男性総合格闘家、柔術家、元レスリング選手。栃木県足利市出身。ストライプル新百合ヶ丘所属。初代Fighting NEXUSバンタム級王者。第4代PFCバンタム級王者。総合格闘家の渡部拳士郎は実弟。妻は同じく総合格闘家の青野ひかる。

## 来歴
2012年4月1日、パンクラスでプロデビュー。
2012年9月17日、SWAT！バンタム級トーナメント2012の決勝戦で伊藤盛一郎にチョークスリーパーで一本勝ち。
2018年12月16日、Fighting NEXUS初代バンタム級王座決定トーナメントの決勝戦でジェイクムラタと対戦し判定勝ちで王座を獲得した。

### RIZIN
2020年8月9日、RIZIN初参戦となったRIZIN.22 - STARTING OVER -で井上直樹と対戦し、リアネイキッドチョークで一本負け。
2021年3月21日、RIZIN.27で田丸匠と対戦し、2Rにリアネイキドチョークで一本勝ち。勝利した際には絶叫して号泣した。
2021年3月26日、RIZINバンタム級JAPANグランプリ 1st Roundの組み合わせ抽選会が行われ、選択権2番目のカードを引いた朝倉が対戦相手に渡部を選んだことで、朝倉海との対戦が決定した。
2021年6月13日、RIZIN.28のRIZINバンタム級JAPANグランプリの1回戦で朝倉海と対戦し、チョークを仕掛ける場面も見られたが、1RにパウンドでTKO負けを喫した。
2021年10月2日、RIZIN LANDMARK vol.1で内藤頌貴と対戦し、1Rにダースチョークで一本勝ち。
2022年4月16日、RIZIN TRIGGER 3rdで須藤拓真と対戦し、1-2の判定負けを喫した。
2023年4月3日、自身のSNSで同年8月20日のFighting NEXUSをもって総合格闘家を引退することを発表した。
2023年8月20日、総合格闘家引退試合となったFighting NEXUS vol.32のトリプルメインイベントのPFCバンタム級タイトルマッチで王者の小倉卓也と対戦し、2-0の判定勝ちを収めてPFCバンタム級王座を獲得した。試合終了後の引退セレモニーでのマイクで今後はFighting NEXUSの運営に関与することを表明した。
2023年10月15日、Fighting NEXUSのマッチメイカーに就任。
2023年11月19日、この日札幌市のPODアリーナで行われたPFC.31で亀松寛都がPFCバンタム級王座を保持したまま引退した渡部に挑戦状をたたきつけ、渡部も数時間後に挑戦を受けて2024年3月3日にPFC.32でバンタム級タイトルマッチとして一夜限りの復帰戦を行うことが決定した。
2024年3月3日、札幌市のPODアリーナで行われたPFF.32のPFCバンタム級タイトルマッチで亀松寛都と対戦し、1Rにリアネイキッドチョークで一本勝ちを収め初防衛に成功した。なお一度きりの復帰戦だったため王座は即日返上し、もし復帰するとなればフライ級に転向するだろうと示した。
2024年9月16日、階級をバンタム級からフライ級に下げ、DEEP 121 IMPACTでKENTAと対戦し、突撃を敢行したところ1Rにニンジャチョークで失神1本負けを喫した。なお、その後すぐに再度引退表明をするという引退のバーゲンセールを実施しました。

## 人物
「修斗」というその名が表す通り、父に修斗初代ウェルター級王者の渡部優一を持つ。小学5年生より柔道を学び、中学からは並行してレスリング部に所属し、高校はレスリングの名門校足利工大附高に入学。大学に入り一時期レスリングから遠ざかったが、魔裟斗の引退試合に感動し、父と同じ格闘技の道を歩むことを決意する。
- RIZIN公式YouTubeチャンネルによる、渡部修斗の密着動画『RIZIN CONFESSIONS』1（2021）[映像 1]
- RIZIN公式YouTubeチャンネルによる、渡部修斗の密着動画『RIZIN CONFESSIONS』2（2021）[映像 2]

## 戦績

### プロ総合格闘技
| 総合格闘技 戦績 | 総合格闘技 戦績 | 総合格闘技 戦績 | 総合格闘技 戦績 | 総合格闘技 戦績 | 総合格闘技 戦績 | 総合格闘技 戦績 |
| --------------- | --------------- | --------------- | --------------- | --------------- | --------------- | --------------- |
| 42 試合         | (T)KO           | 一本            | 判定            | その他          | 引き分け        | 無効試合        |
| 27 勝           | 2               | 16              | 8               | 1               | 5               | 1               |
| 9 敗            | 4               | 3               | 2               | 0               | 5               | 1               |

| 勝敗 | 対戦相手             | 試合結果                          | 大会名 | 開催年月日     |
| ×    | KENTA                | 1R 3:11 ニンジャチョーク          | DEEP 121 IMPACT                                                                                                  | 2024年9月16日  |
| ○    | 亀松寛都             | 1R 1:50 リアネイキッドチョーク    | PFC.32 【PFCバンタム級タイトルマッチ】                                                                           | 2024年3月3日   |
| ○    | 小倉卓也             | 5分3R終了 判定2-0                 | Fighting Nexus vol.32 【PFCバンタム級タイトルマッチ】                                                            | 2023年8月20日  |
| ○    | アオキング一輝       | 1R 2:18 チョークスリーパー        | Fighting Nexus vol.31                                                                                            | 2023年5月21日  |
| ×    | 力也                 | 1R 0:27 KO（右フック→パウンド）   | DEEP 112 IMPACT                                                                                                  | 2023年2月11日  |
| ○    | 内山拓真             | 5分2R終了 判定3-0                 | DEEP 108 IMPACT                                                                                                  | 2022年7月10日  |
| ×    | 須藤拓真             | 5分3R終了 判定1-2                 | RIZIN TRIGGER 3rd                                                                                                | 2022年4月16日  |
| ○    | 内藤頌貴             | 1R 1:33 ダースチョーク            | RIZIN LANDMARK vol.1                                                                                             | 2021年10月2日  |
| ×    | 朝倉海               | 1R 3:22 TKO（グラウンドパンチ）   | RIZIN.28 【RIZINバンタム級JAPANグランプリ 1回戦】                                                                | 2021年6月13日  |
| ○    | 田丸匠               | 2R 4:13 リアネイキッドチョーク    | RIZIN.27 | 2021年3月21日  |
| ○    | 寺田隆               | 1R 1:37 リアネイキッドチョーク    | NEXUS21×PFC24 | 2020年12月27日 |
| ×    | 井上直樹             | 1R 1:40 リアネイキッドチョーク    | RIZIN.22 - STARTING OVER -                                                                                       | 2020年8月9日   |
| ○    | 咲間"不良先輩"ヒロト | 1R 3:48 チョークスリーパー        | Fighting NEXUS vol.18 【Fighting Nexusバンタム級タイトルマッチ】                                                 | 2019年11月24日 |
| ○    | 倉信洋一郎           | 5分2R終了 判定3-0                 | DEEP 91 IMPACT                                                                                                   | 2019年9月8日   |
| ○    | 小林博幸             | 1R 1:22 チョークスリーパー        | DEEP 90 IMPACT                                                                                                   | 2019年6月29日  |
| ○    | ジェイクムラタ       | 5分2R終了 判定3-0                 | Fighting NEXUS vol.15 【初代バンタム級王者決定トーナメント決勝】                                                 | 2018年12月16日 |
| ○    | 竹本啓哉             | 1R 1:54 反則                      | Fighting NEXUS vol.15 【初代バンタム級王者決定トーナメントAブロック準決勝】                                      | 2018年12月16日 |
| ○    | グレート真人ガーZ    | 1R 1:23 チョークスリーパー        | Fighting NEXUS vol.14 【初代バンタム級王者決定トーナメントAブロック2回戦】                                       | 2018年8月11日  |
| ○    | 諏訪部哲平           | 5分2R終了 判定3-0                 | Fighting NEXUS vol.13 【初代バンタム級王者決定トーナメントAブロック1回戦】                                       | 2018年5月6日   |
| △    | 竹本啓哉             | 5分2R終了 判定1-1                 | Gladiator 005 in Osaka                                                                                           | 2018年1月21日  |
| ○    | 風間弘太郎           | 5分2R終了 判定3-0                 | Fighting NEXUS vol.11                                                                                            | 2017年12月4日  |
| ×    | 角田成建             | 5分3R終了 判定0-3                 | GLADIATOR 004 in WAKAYAMA 【GLADIATORバンタム級王座決定戦】                                                      | 2017年8月13日  |
| ○    | 一休ミそうじゅん     | 1R 0:24 フロントチョーク          | Fighting NEXUS vol.9                                                                                             | 2017年5月21日  |
| ○    | 今村豊               | 1R 2:09 チョークスリーパー        | GLADIATOR 003 in WAKAYAMA                                                                                        | 2017年3月5日   |
| ○    | 桜沢喜之             | 1R 1:25 チョークスリーパー        | Fighting NEXUS vol.8                                                                                             | 2016年11月16日 |
| ×    | 柏﨑剛               | 2R 4:59 TKO（グラウンドパンチ）   | ZST.53 【ZSTバンタム級タイトルマッチ】                                                                           | 2016年8月7日   |
| ○    | 若林康浩             | 1R 3:42 KO                        | ZST.50 | 2016年4月17日  |
| -    | ジェン・ジュンフォン | 3R 5:00 無効試合（誤審）          | Elevation Power in Cage 2                                                                                        | 2016年3月13日  |
| ○    | 倉岡幸平             | 1R 1:43 裸絞め                    | ZST.49 旗揚げ13周年記念大会                                                                                      | 2015年11月22日 |
| △    | 加藤惇               | 5分3R終了 引き分け                | ZST.46 | 2015年5月24日  |
| ○    | 久保慎太郎           | 1R 3:00 チョークスリーパー        | ZST.44 | 2015年2月22日  |
| ○    | 伊達聖王             | 1R 2:47 TKO（レフェリーストップ） | ZST.42 | 2014年8月31日  |
| ○    | 渡邉龍太郎           | 1R 1:19 裸絞め                    | ZST in YOKOSUKA vol.1                                                                                            | 2014年6月29日  |
| ×    | 柏崎剛               | 2R 3:57 TKO（左膝蹴り）           | ZST.39 | 2014年2月9日   |
| △    | 大久保謙吾           | 5分2R終了 引き分け                | ZST.37 | 2013年9月23日  |
| ○    | 久保慎太郎           | 3分3R終了 判定3-0                 | VTJ 2nd | 2013年6月22日  |
| △    | 上田貴央             | 5分2R終了 引き分け                | ZST.35 | 2013年4月7日   |
| ×    | 清水俊裕             | 1R 3:29 三角絞め                  | ZST.34 | 2013年2月11日  |
| △    | 房野哲也             | 5分2R終了 引き分け                | ZST.33 | 2012年11月23日 |
| ○    | 伊藤盛一郎           | 1R 1:20 チョークスリーパー        | FIGHTING NETWORK ZST SWAT! in FACE vol.11 SWAT! トーナメント 2012 決勝戦 SWAT！バンタム級トーナメント2012 決勝戦 | 2012年9月17日  |
| ○    | 金井塚信之           | 5分2R終了 判定3-0                 | FIGHTING NETWORK ZST SWAT！47 SWAT！トーナメント2012 準決勝戦 SWAT！バンタム級トーナメント2012 準決勝戦          | 2012年8月12日  |
| ○    | 中村匡志             | 1R 1:18 チョークスリーパー        | FIGHTING NETWORK ZST BATTLE HAZARD 06 SWAT!バンタム級トーナメント2012 一回戦                                     | 2012年7月16日  |

### アマチュア総合格闘技
| 勝敗 | 対戦相手     | 試合結果                   | 大会名                                                            | 開催年月日    |
| ○    | 高橋辰也     | 1R 1:18 チョークスリーパー | BATTLE GENESIS vol.10 SWAT!バウト                                 | 2012年5月27日 |
| △    | ソープたけし | 5分2R終了 時間切れ         | PANCRASE 2012 PROGRESS TOUR パンクラスゲート バンタム級ワンマッチ | 2012年4月1日  |

### グラップリング
| 勝敗 | 対戦相手       | 試合結果                       | 大会名                                                                 | 開催年月日     |
| ○    | 鈴木淳斗       | 1R 2:55 リアネイキッドチョーク | CHALLENGE.21 【CHALLENGEグラップリング無差別級タイトルマッチ】         | 2024年11月10日 |
| ○    | 山口海成       | 5分2R終了 判定2-0              | WARDOG CAGE FIGHT 50 2ndRound                                          | 2024年10月27日 |
| ○    | 橋本真吾       | 7分1R終了 判定3-0              | ROMAN ONE                                                              | 2024年10月14日 |
| ○    | 黒石大資       | 1R 3:58 リアネイキッドチョーク | PFC 34 【初代G-FIGHTバンタム級王座決定トーナメント決勝戦】             | 2024年10月6日  |
| ○    | 庄山真司       | 1R 2:17 リアネイキッドチョーク | PFC 34 【初代G-FIGHTバンタム級王座決定トーナメント準決勝】             | 2024年10月6日  |
| ○    | 伊藤光         | 1R 4:19 リアネイキッドチョーク | PFC 33                                                                 | 2024年7月7日   |
| ○    | 久保村ヨシTERU | 1R 0:33 リアネイキッドチョーク | Fighting NEXUS 狼煙～Ready To Go in NAGANO 2024                        | 2024年3月10日  |
| △    | 関原翔         | 7分1R終了 時間切れ             | Fighting NEXUS – SUBLIME GUYS FIGHT in KAWAGOE 2023                    | 2023年7月23日  |
| ○    | 藤田成保       | 0:29 チョークスリーパー        | Fighting NEXUS vol.19                                                  | 2020年2月23日  |
| ×    | 世羅智茂       | 6:28 三角絞め                  | QUINTET FIGHT NIGHT3 in TOKYO                                          | 2019年4月7日   |
| ×    | 村田卓実       | 5分1R終了 判定                 | ZST 第3回プロ・アマGT-F 賞金オープントーナメント2013 バンタム級 準決勝 | 2013年1月13日  |
| ○    | 梅原信行       | 5分1R終了 判定                 | ZST 第3回プロ・アマGT-F 賞金オープントーナメント2013 バンタム級 2回戦  | 2013年1月13日  |

### エキシビション
| 勝敗 | 対戦相手             | 試合結果           | 大会名                | 開催年月日    |
| △    | 咲間”不良先輩”ヒロト | 3分1R終了 時間切れ | Fighting NEXUS vol.30 | 2023年2月26日 |

## 獲得タイトル
- 第13回 アマチュアパンクラスオープントーナメント 60kg以下級 優勝（2011年9月）[6]
- SWAT!トーナメント バンタム級 優勝（2012年9月）
- UWWグラップリング世界選手権 No-Gi 62kg級 優勝（2013年6月）[7]
- 全日本選抜サンボ選手権 62kg級 優勝（2014年7月）[8]
- 第3回コンバットレスリング世界選手権大会 アダルト男子68kg級 優勝（2017年10月）
- 初代Fighting NEXUSバンタム級王座（2018年12月）
- 第4代PFCバンタム級王座（2023年8月）
- 初代G-FIGHTバンタム級王座（2024年10月）
- 第2代CHALLENGEグラップリング無差別級王座（2024年11月）

## 表彰
- JOC杯全日本ジュニアレスリング選手権大会　カデットフリースタイル58kg級 3位（2006年4月）[9]
- 全国社会人オープンレスリング選手権大会　グレコローマンスタイル66kg級 3位（2009年11月）
- UWWグラップリング世界選手権 No-Gi 62kg級 2位（2016年9月）[10]

### 試合映像
1. ↑  『【試合映像】井上直樹 vs. 渡部修斗 / Naoki Inoue vs. Shooto Watanabe - RIZIN.22』RIZIN公式YouTubeチャンネル、2020年。
2. ↑  『【試合映像】渡部修斗 vs. 田丸匠 / Shooto Watanabe vs. Takumi Tamaru - RIZIN.27』RIZIN公式YouTubeチャンネル、2021年。
3. ↑  『【試合映像】朝倉海 vs. 渡部修斗 / Kai Asakura vs. Shooto Watanabe - RIZIN.28』RIZIN公式YouTubeチャンネル、2021年。
4. ↑  『【試合映像】渡部修斗 vs. 内藤頌貴 / Shooto Watanabe vs. Nobutaka Naito - RIZIN LANDMARK vol.1』RIZIN公式YouTubeチャンネル、2021年。

### 補足映像
1. ↑  『【番組】RIZIN CONFESSIONS #58（※試合映像＆井上直樹と渡部修斗による試合振り返りドキュメンタリー番組）』RIZIN公式YouTubeチャンネル、2020年。
2. ↑  『【番組】RIZIN CONFESSIONS #69（※試合映像＆渡部修斗と田丸匠による試合振り返りドキュメンタリー番組）』RIZIN公式YouTubeチャンネル、2021年。
3. ↑  『RIZIN JAPAN GRAND-PRIX 2021 バンタム級トーナメント 1st ROUND 抽選会 2021/03/26』RIZIN公式YouTubeチャンネル、2021年。
4. ↑  『【番組】RIZIN CONFESSIONS #73（※試合映像＆朝倉海と渡部修斗による試合振り返りドキュメンタリー番組）』RIZIN公式YouTubeチャンネル、2021年。
5. ↑  『【番組】RIZIN CONFESSIONS #83（※試合映像＆今成正和と春日井“寒天”たけしによる試合振り返りドキュメンタリー番組）』RIZIN公式YouTubeチャンネル、2021年。

### 映像資料
1. ↑  『【番組】RIZIN CONFESSIONS #70（※渡部修斗パートは3分過ぎから）』RIZIN公式YouTubeチャンネル、2021年。
2. ↑  『【番組】RIZIN CONFESSIONS #79（※渡部修斗パートは12分過ぎから）』RIZIN公式YouTubeチャンネル、2021年。
3. ↑  Full Fight 井上直樹 vs. 渡部修斗 / Naoki Inoue vs. Shooto Watanabe - RIZIN.22. RIZIN FIGHTING FEDERATIONのYouTubeチャンネル. 14 August 2020.
4. ↑  【総合格闘技】衝撃の結末！不良先輩と優等生の王座を賭けた金網デスマッチ～渡部修斗 vs 咲間”不良先輩”ヒロト～Nexusバンタム級タイトルマッチ【Fighting NEXUS vol.18】. Fighting Nexus Official ChannelのYouTubeチャンネル. 1 December 2019.
5. ↑  【Fight】Fighting NEXUS vol.15!! 渡部修斗 vs ジェイクムラタ　Shooto Watanabe vs JAKEMURATA. Fighting Nexus Official ChannelのYouTubeチャンネル. 25 December 2018.
6. ↑  【Fight】Fighting NEXUS vol.15!! 竹本啓哉 vs 渡部修斗　Takaya Takemoto vs Shooto Watanabe. Fighting Nexus Official ChannelのYouTubeチャンネル. 25 December 2018.
7. ↑  【Fight】Fighting NEXUS vol.14!!　渡部修斗 vs グレート真人ガーZ　Shooto Watanabe vs Great MAJINGAZ. Fighting Nexus Official ChannelのYouTubeチャンネル. 13 September 2018.
8. ↑  GLADIATOR 004 第11試合 渡部 修斗VS角田 成建. GLADIATOR MMAのYouTubeチャンネル. 17 July 2019.
9. ↑  ZST.53 メインイベント：柏﨑剛vs渡部修斗/ GO KASHIWAZAKI vs SHOOTO WATANABE. ZSTchのYouTubeチャンネル. 10 April 2017.
10. ↑  【総合格闘技】渡部修斗（ストライプル新百合ヶ丘/Fighting NEXUS初代バンタム級王者）vs藤田成保（T-Pleasure/GFG）MMA【Fighting NEXUS vol.19】. Fighting Nexus Official ChannelのYouTubeチャンネル. 16 March 2020.